# W Eridani
W Eridani är en pulserande variabel av Mira Ceti-typ (M) i stjärnbilden Eridanus. 
Stjärnan har en visuell magnitud som varierar mellan +7,5 och 14,5 med en period av 376,63 dygn.